# アレキシサイミア
アレキシサイミア（alexithymia）は、1970年代、精神科医のピーター・E・シフネオスらによって提唱された概念で、ギリシャ語をラテン語風に表記した「a（非）、lexis（語彙）、thymos（感情）」を英語風に発音した言葉を更にカタカナで表記して作られた造語である。自らの感情を自覚、認知したり表現することが不得意で、想像力、空想力に欠ける傾向のことを指す。
日本語では「失感情症」などと訳されることがあるが、感情鈍麻や無感動のように「感情の変化を失った状態」という印象を与える可能性があり紛らわしく、あくまで「感情を認知することの障害」である。

## 概要
脳科学的には、感情を認知することに関与する右半球と、言語に関与する左半球の連絡の機能的障害であるとする仮説や、辺縁系と皮質の橋渡しをする帯状回などの機能低下などの仮説が提出されている。
高血圧や、ストレス性の潰瘍等、心因の影響が大きい身体疾患である心身症とアレキシサイミアは深く関係している。アレキシサイミアの傾向を持つ人は、自らの感情を認識することが苦手なため、身体の症状として現れてしまうというメカニズムが想定されている。心身症以外にも、身体表現性障害、アルコール依存症、摂食障害、うつ病などの精神疾患にも、一部でアレキシサイミアが関係していると、シフネオスにより指摘されている。
またASD（自閉症スペクトラム障害）も、アレキシサイミアの傾向がある。
自分の感情を認識して言語報告することが出来づらいために、セラピストとの豊かなラポールを持ちづらいことも指摘されている。